# Tobias Sippel
Tobias Sippel (Bad Dürkheim, 1988. március 22. –) német labdarúgó, aki kapusként játszik. Jelenleg a Borussia Mönchengladbach játszik a Bundesligaban, valamint a német U21-es labdarúgó-válogatottban.

## Pályafutása

### FC Kaiserslautern
2007-ben szerződtette az 1. FC Kaiserslautern profi csapata.
Sippel eleinte Jürgen Macho és Florian Fromlowitz mögött harmadik számú kapus volt. Majd második számú kapus lett Jürgen Macho távozásával. A 2007-08-as szezonban Fromlowitz sérülésével ő lett a kezdő kapus. A 2008-09-es szezontól ő lett a kezdő kapus és több mérkőzésen is remekül védett. A 2009-10-es szezonban az ő remek teljesítménye is közre játszott abban h az 1. FC Kaiserslautern feljusson újra a Bundesligaba.

### A válogatottban
2008 óta a német U21-es labdarúgó-válogatott tagja, ahol nyolcszor lépett pályára. 2010. május 13-án a Német labdarúgó-válogatott edzője Joachim Löw beválogatta őt a Málta elleni barátságos mérkőzésre, de nem kapott lehetőséget Manuel Neuer mögött.

## Sikerei, díjai
- U21-es labdarúgó-Európa-bajnokság: 2009

## Külső hivatkozások
- Tobias Sippel (német nyelven). fussballdaten.de
- Tobias Sippel (német nyelven). dfb.de
- Tobias Sippel (angol nyelven). worldfootball.net